# Dusona sumichrasti
Dusona sumichrasti är en stekelart som först beskrevs av Cameron 1904.  Dusona sumichrasti ingår i släktet Dusona och familjen brokparasitsteklar. Inga underarter finns listade i Catalogue of Life.